# Parafia Ducha Świętego w Nowym Sączu
Parafia pw. Ducha Świętego w Nowym Sączu – parafia rzymskokatolicka znajdująca się w diecezji tarnowskiej w dekanacie Nowy Sącz Centrum. Erygowana w 1950. Mieści się przy ulicy Piotra Skargi. Obsługują ją księża jezuici.